# Caroline Herzenberg
Caroline Stuart Littlejohn Herzenberg (* 25. März 1932 in East Orange, New Jersey) ist eine US-amerikanische Physikerin.

## Leben
Caroline Herzenberg wuchs im US-Bundesstaat Oklahoma auf und studierte nach dem Schulbesuch Physik am Massachusetts Institute of Technology. 1953 erwarb sie dort den Bachelor-Grad. Anschließend ging sie an die University of Chicago, wo sie 1958 mit einer von Samuel K. Allison betreuten experimentellen kernphysikalischen Arbeit promoviert wurde. Von 1959 bis 1961 war sie am Argonne National Laboratory und anschließend bis 1971 am Illinois Institute of Technology tätig. Von 1971 bis 1974 war sie Visiting Associate Professor am University of Illinois Medical Center. Anschließend hielt sie von 1975 bis 1976 Vorlesungen am California Institute of Technology in Fresno. Ab 1977 arbeitete sie wieder am Argonne National Laboratory und war dort bis zu ihrer Pensionierung im Jahr 2001 tätig.
Sie arbeitete auf dem Gebiet Mößbauerspektrometrie und speziell zu deren Anwendung bei der Analyse von Mondgestein im Rahmen des Apollo-Programms sowie zu Kernreaktionen bei niedrigen Energien und der Entwicklung kernphysikalischer Messtechnik. Außerdem veröffentlichte sie Aufsätze zur Rüstungskontrolle und Technikfolgenabschätzung.
Ihr besonderes Interesse gilt der Rolle von Frauen in der Wissenschaft, speziell in der Physik im 20. Jahrhundert. Sie publizierte zahlreiche Aufsätze zu diesem Thema und ist Koautorin zweier Monographien.
1989 wurde sie Fellow der American Physical Society und 1990 der American Association for the Advancement of Science. Von 1988 bis 1990 war sie Vorsitzende der Association for Women in Science.

## Publikationen (Bücher)
- Ruth H. Howes, Caroline L. Herzenberg: Their Day in the Sun: Women of the Manhattan Project. Temple University Press, Philadelphia 1999, ISBN 1-56639-719-7 (amerikanisches Englisch).
- Ruth H. Howes, Caroline L. Herzenberg: After the War: Women in Physics in the United States. Morgan & Claypool Publ., San Rafael, CA 2015, ISBN 978-1-68174-030-0 (amerikanisches Englisch).